# Jakob Scheuring
Jakob Scheuring (ur. 29 października 1912 w Odenheim, zm. 8 grudnia 2001 tamże) – niemiecki lekkoatleta sprinter, dwukrotny medalista mistrzostw Europy z 1938.
13 sierpnia 1938 podczas zawodów w Berlinie niemiecka sztafeta 4 × 100 metrów z Scheuringiem na ostatniej zmianie ustanowiła z czasem 40,3 s rekord Niemiec i najlepszy wynik w Europie (nie uznany za rekord Europy) w tej konkurencji (skład niemieckiej sztafety: Manfred Kersch, Gerd Hornberger, Karl Neckermann i Scheuring).
Na mistrzostwach Europy w 1938 w Paryżu Scheuring został mistrzem Europy w biegu sztafetowym 4 × 100 metrów (sztafeta niemiecka ponownie biegła w składzie: Kersch, Hornberger, Neckermann i Scheuring). Zdobył również srebrny medal w biegu na 200 metrów.
29 lipca 1939 w Berlinie biegł na ostatniej zmianie sztafety 4 × 100 metrów, która poprawiła rekord Europy z wynikiem 40,1 s (wraz z Scheuringiem biegli w niej Erich Borchmeyer, Hornberger i Neckermann).
Był mistrzem Niemiec w biegu na 100 metrów w 1941 i wicemistrzem w 1939; w biegu na 200 metrów zwyciężył w 1938, 1939 i 1941, został wicemistrzem w 1940 i 1946, a brązowym medalistą w 1937; w sztafecie 4 × 100 metrów był mistrzem w 1946.

## Rekordy życiowe
źródło:
- 100 m – 10,3 s. (Lahr, 13 sierpnia 1939)
- 200 m – 21,0 s. (Mannheim, 24 czerwca 1939)
- 4 x 100 m – 40,9 s. (1938)